# Silly-en-Saulnois

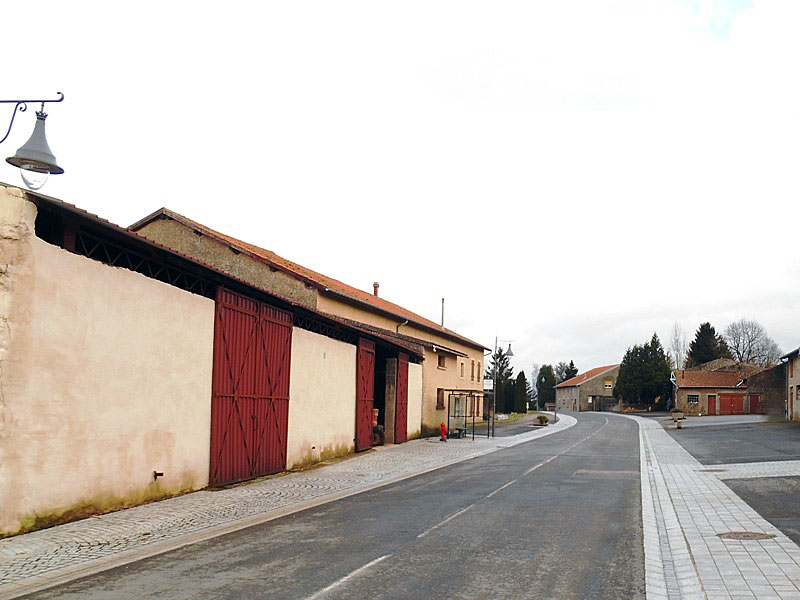
Dorfstraße

Silly-en-Saulnois ist eine französische Gemeinde mit 34 Einwohnern (Stand 1. Januar 2022) im Département Moselle in der Region Grand Est (bis 2015 Lothringen). Sie gehört zum Arrondissement Metz.

## Geographie
Silly-en-Saulnois liegt in Lothringen, 17 Kilometer südöstlich von Metz und sechs Kilometer östlich von Verny auf einer Höhe zwischen 250 und 303 m über dem Meeresspiegel. Das Gemeindegebiet umfasst 2,35 km².

## Geschichte
Die Ortschaft gehörte früher zum Bistum Metz.
Das Gemeindewappen zeigt die Sparren, die auf das Saulnois verweisen, der Vogel steht für die Abtei von Saint Symphorien in Metz, der die Herrschaft über Silly gehörte.
Durch den Frankfurter Frieden vom 10. Mai 1871 kam die Region an Deutschland und das Dorf wurde dem Landkreis Metz im Bezirk Lothringen des Reichslandes Elsaß-Lothringen zugeordnet.
Nach dem Ersten Weltkrieg musste die Region aufgrund der Bestimmungen des Versailler Vertrags 1919 an Frankreich abgetreten werden. Im Zweiten Weltkrieg war die Region von der deutschen Wehrmacht besetzt und stand unter deutscher Verwaltung.
Das kleine Dorf trug 1915–1919 den verdeutschten Namen Sillingen und 1940–1944 Sillich.
| Jahr      | 1962 | 1968 | 1975 | 1982 | 1990 | 1999 | 2007 | 2019 |
| Einwohner | 36   | 37   | 35   | 35   | 38   | 36   | 44   | 33   |

## Belege
1. 1 2  Eugen H. Th. Huhn: Deutsch-Lothringen. Landes-, Volks- und Ortskunde, Stuttgart 1875, S. 303 (google.books.de).
2. ↑  Wappenbeschreibung auf genealogie-lorraine.fr (französisch)